# 細胞墨
細胞墨(CELLINK) 是瑞典的一家生技公司。這家公司成功商業化販售生物列印時使用的生物墨水，可用來製造人類器官與組織。 這間公司是世界第一家製作生物墨水的公司。 这些生物墨水可被廣泛的運用在生物科技領域，例如組織工程、癌症研究、疾病模型、藥物測試上。

## 歷史
細胞墨公司(CELLINK AB)於2016年1月27日成立於瑞典哥德堡。 该公司由一間顧問公司、查尔姆斯理工大学和其他業界伙伴共同成立。 合作的目的是，希望能找到適合用於3D生物列印的生物墨水，來生產人體軟骨。
2008年時，細胞墨(CELLINK AB)的共同創辦人與現任執行長 Erik Gatenholm，以18歲的年紀，在黑堡 (維吉尼亞州)創辦了他的第一個生醫材公司BC Genesis，成功地將大學研發的技術商業化。BC Genesis 開發許多以纖維素為主要原料的醫用植入物，例如半月板、人工軟骨，甚至是人工網膜。 2014年，Erik Gatenholm搬到瑞典哥德堡大学並取得企管碩士學位，專注將生技創業公司的技術商業化。2014年年底，Erik Gatenholm 認識了查爾摩斯工學院的Hector Martinez，他們便立刻著手商業化細胞墨公司背後的生醫創新技術。 Erik Gatenholm和Hector Martinez認為他們發現的新材料具有巨大商機，因此成立了細胞墨公司(CELLINK)，製造用於生醫列印領域的生物墨水。
2016年11月3日，細胞墨(CELLINK)公司在首次募資後十個月，就在那斯達克歐洲創業板上市。 上市後獲得投資人熱烈迴響，超額認購10.7倍，為公司募得23萬瑞典克朗。

## 產品和服務
細胞墨(CELLINK)公司提供生物墨水、生醫3D列印機以及其他用於生醫列印的消耗品和解決方案。 細胞墨公司希望能提供多功能、移動式的生醫3D列印機和生物墨水，用於製造哺乳類的組織。
目前，細胞墨(CELLINK)公司提供了两種不同的生醫3D列印機：INKREDIBLE和INKREDIBLE+，這兩種不同的生醫3D列印機最大的差別就是列印艙的清潔技術與加熱噴嘴配置不同。此外，細胞墨(CELLINK)公司提供多款現成的生物墨水：CELLINK、CELLINK A、CELLINK Start。這些生物墨水能夠搭配細胞墨公司開發的細胞混合器，製造出適合培植細胞的細胞支架。
其中CELLINK A是由超純海藻酸鈉組成的。這類可降解的生物墨水最適用於，當支架材料必須被本體組織取代時的情況。海藻酸鈉凝膠早已被科學家和生技公司，用於細胞的封裝和3D細胞培養，但傳統的方法通常會失去對支架結構的控制。而使用細胞墨(CELLINK)公司的生醫3D列印機和這種基於海藻酸納的生物墨水，科學家和研究人員們，將可以更容易進行組織再生研究。其他海藻酸鈉產品已經被批准可以用於人體，可以預見這種新的生物墨水，也能夠很快將實驗結果從體外（用在微生物、細胞上）轉向實際的臨床應用。

## 生物技術小知識
2016年11月23日，細胞墨(CELLINK)公司開始錄製名為"生物技術小知識"的網路廣播節目。 這個節目希望能每周邀請生技界的研究人員、頂尖的從業人員和創業公司。每一次的節目約10到20分鐘長，透過教育聽眾，分享現在在生技領域最新的發展。

## 獲獎紀錄
- 2016年，北欧創業奖，成長速度最快的瑞典創業公司。[22]
- "33-List"-NyTeknink,Affärsvärlden[23]
- 2016年，FourierTransform，年度鑽石獎。[24]
- 2016年，丹麥银行頒發，Erik Gatenholm獲得年度創新者獎。[25]
- 2016年，創業者聯盟，Erik Gatenholm獲得西瑞典年度最年輕創業家獎。
- 2016年，Veckans Affärer，瑞典創新獎。 [26]
- 2016年，Almedalen，年度創業公司獎。[27]